# Alte Schmiede (Saßleben)

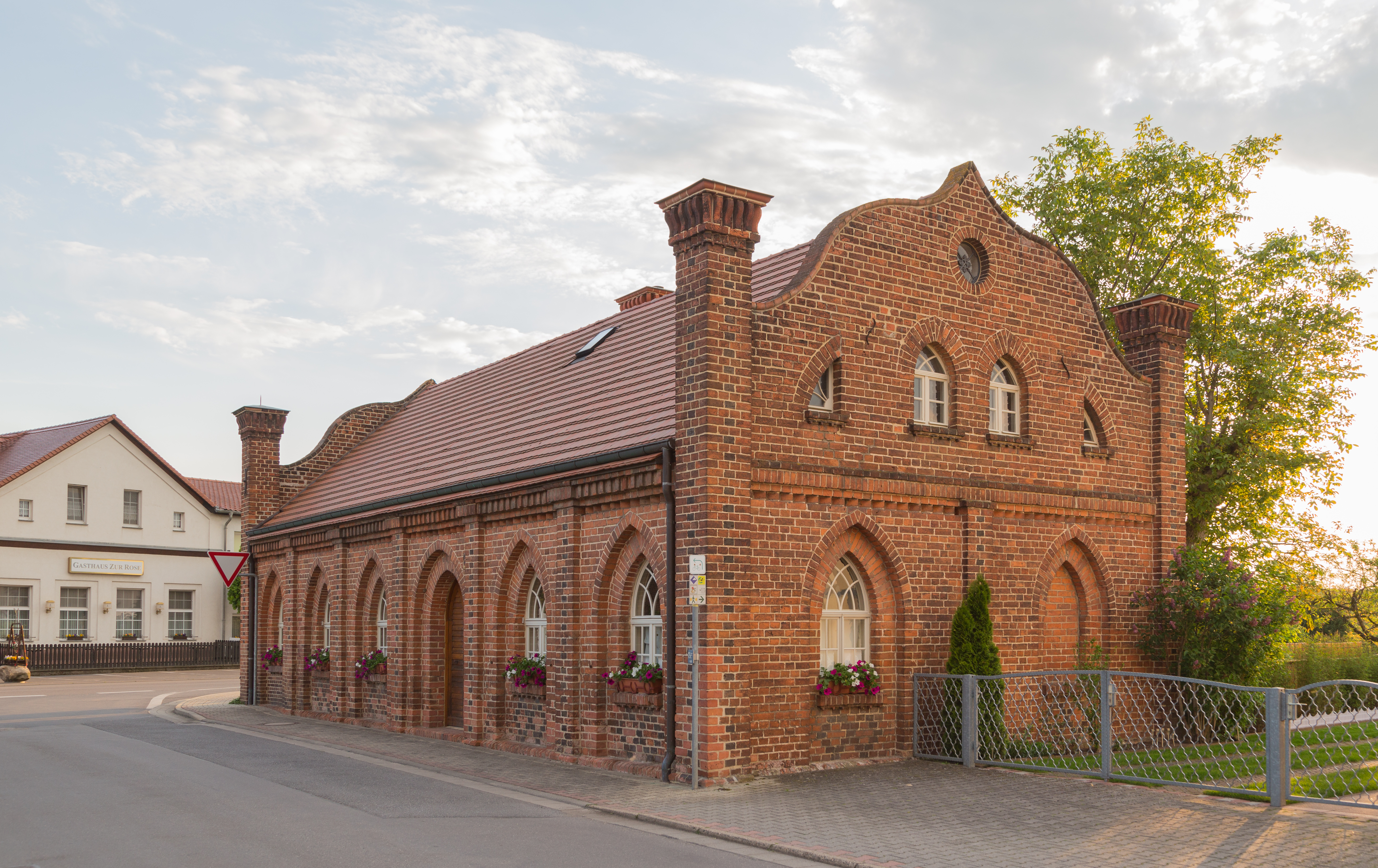
Alte Schmiede Saßleben (2019)

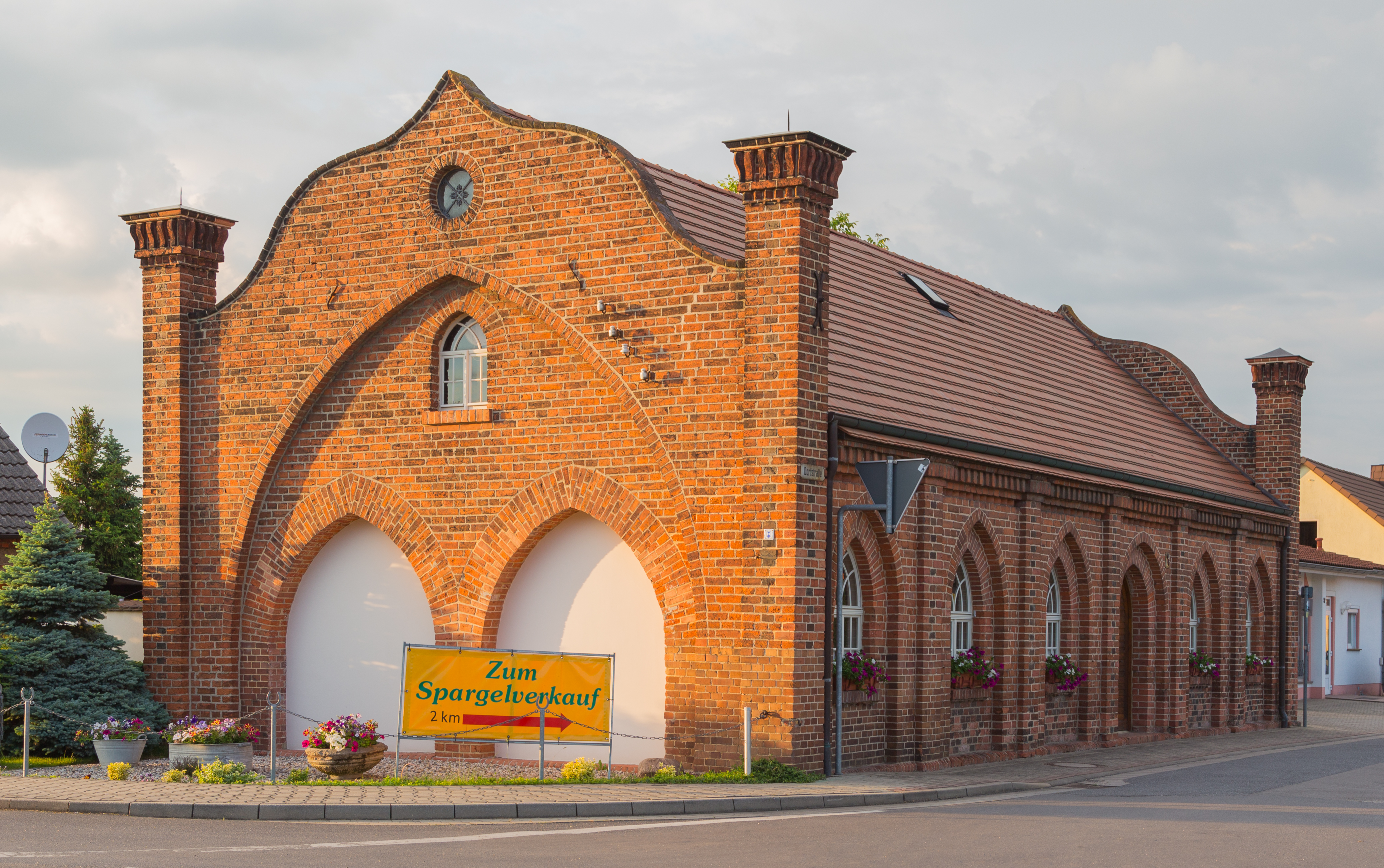
Ansicht von der Landesstraße (2019)

Die Alte Schmiede ist eine zum Wohnhaus umgebaute ehemalige Schmiede im Ortsteil Saßleben der Stadt Calau im Landkreis Oberspreewald-Lausitz in Brandenburg. Das Gebäude ist ein eingetragenes Baudenkmal in der Denkmalliste des Landes Brandenburg.

## Architektur und Geschichte
Die Schmiede wurde zwischen 1830 und 1840 als Gutsschmiede für die Gutsanlage Saßleben der Grafen zu Lippe gebaut. Sie ist ein eingeschossiger neugotischer Backsteinbau im Stil Karl Friedrich Schinkels. Das sechsachsige Gebäude hat spitzbogige Fenster und Türen mit abgestuften Gewänden in flachen Wandvorlagen, eine Fassadengliederung mit Zahn- und Zinnenfries und ein Satteldach. Die Giebel sind kielbogig mit seitlichen Fialen und einem mittigen Rundfenster. Darunter liegt eine breite, spitzbogige Wandvorlage mit zwei Spitzbogenblenden.
Das Gut Saßleben wurde 1911 von Georg Wertheim gekauft. Im Jahr 1939 erfolgte der Umbau der Schmiede zu einem Wohnhaus. Zu DDR-Zeiten diente das Gebäude der Zivilverteidigung. Ab 1986 war das Dorf Saßleben für die Devastierung durch den geplanten Tagebau Calau-Nordost vorgesehen, womit auch der Abbruch der alten Schmiede drohte. Nach der Wiedervereinigung wurden die Pläne zur Öffnung des Tagebaus verworfen. Die ehemalige Schmiede gehörte in dieser Zeit einem Gewerbebetrieb, ab etwa 1992 stand das Haus leer. Im Juli 2003 wurde die alte Schmiede von einem Ehepaar erworben, das das Mauerwerk trockenlegte, das Dach erneuerte und das Gebäude im Jahr 2004 denkmalgerecht sanierte.